# Колибри-якобин
Колибри-якобин (лат. Florisuga mellivora) — колибри большого размера, обитающий в Южной Америке.

## Описание
Обычно эти птицы в длину достигают 12 см, а весят около 6 г. Самец окрашен ярко. У него ярко-синие перья на голове и груди, спина зелёная. Брюхо белого цвета. Крылья тёмно-коричневые. Самка же в основном зелёная, и ярко синих перьев на голове и груди у неё нет. Около клюва иногда есть жёлтое или белое пятнышко. Молодые самцы очень похожи на самок, синее оперение на груди и голове у них появляется постепенно.

## Образ жизни
Колибри-якобин — обитатель влажных тропических лесов Мексики, Перу, Боливия и Бразилии, также были встречены на островах Тобаго (F. m. flabellifera) и Тринидад (F. m. mellivora). Чаще всего их видят в пологе леса, значительно реже колибри встречаются у земли, так как там их могут поймать хищники. Эти птицы могут встречаться в садах и парках.
Колибри-якобины питаются нектаром цветов, растущих на высоких деревьях. Иногда они охотятся за насекомыми.

## Размножение
Сезон размножения у колибри-якобинов в начале сезона дождей. Во время ухаживаний самцы быстро взлетают, показывая белые перья, а затем медленно опускаются вниз. После этого начинается драка между двумя самцами. 
Гнездо строит только самка. Обычно оно сделано из мхов, лишайников и сухих веток, скреплено паутиной. Изнутри гнёзда устилают пухом.

## Подвиды
Вид Florisuga mellivora имеет два подвида:
- Florisuga mellivora mellivora (Linnaeus, 1758);
- Florisuga mellivora flabellifera (Gould, 1846).

## Колибри-якобин и человек

### Охрана
По МСОП Florisuga mellivora считается видом вне опасности, но его популяция сокращается.

## Галерея

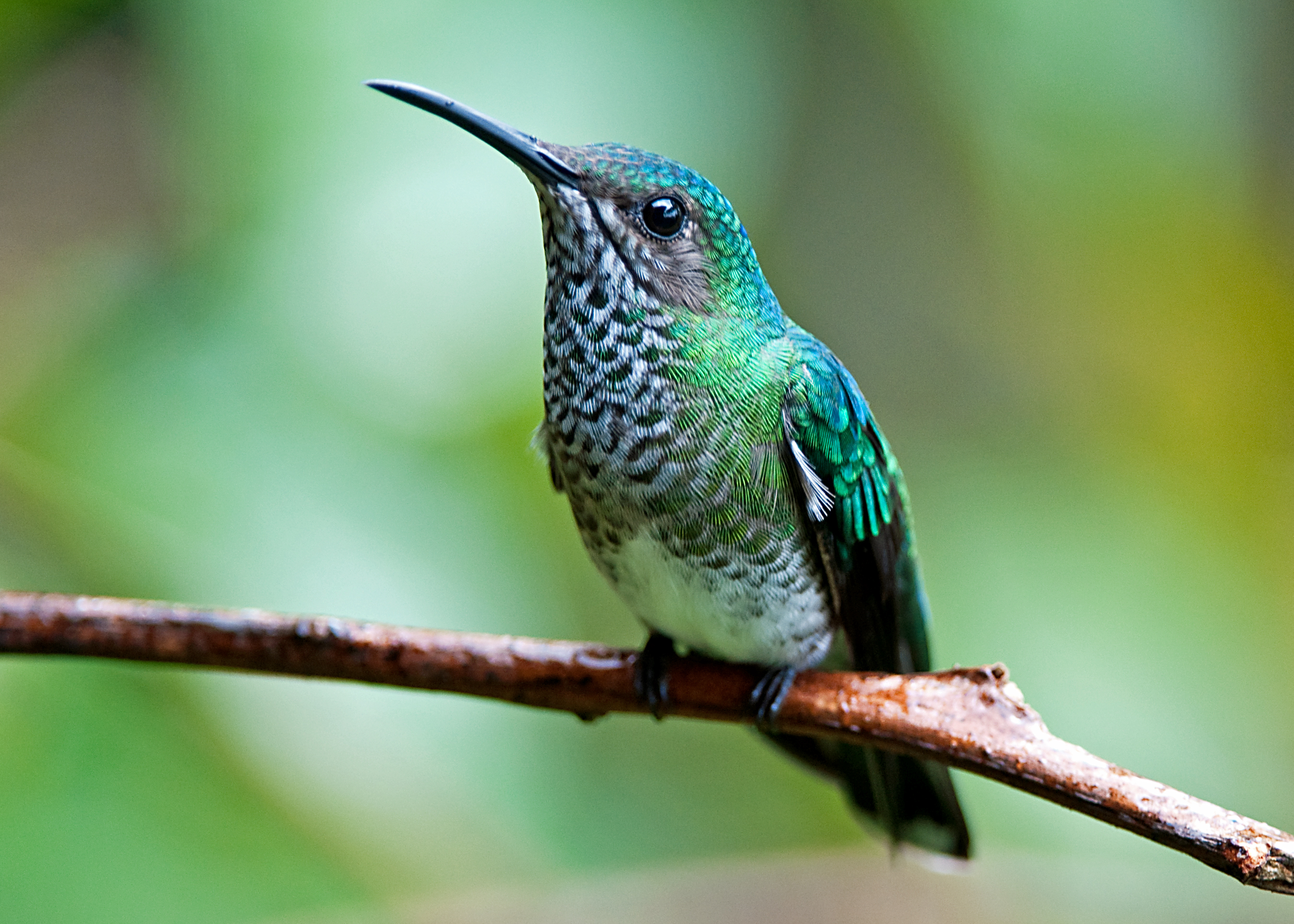
Самка
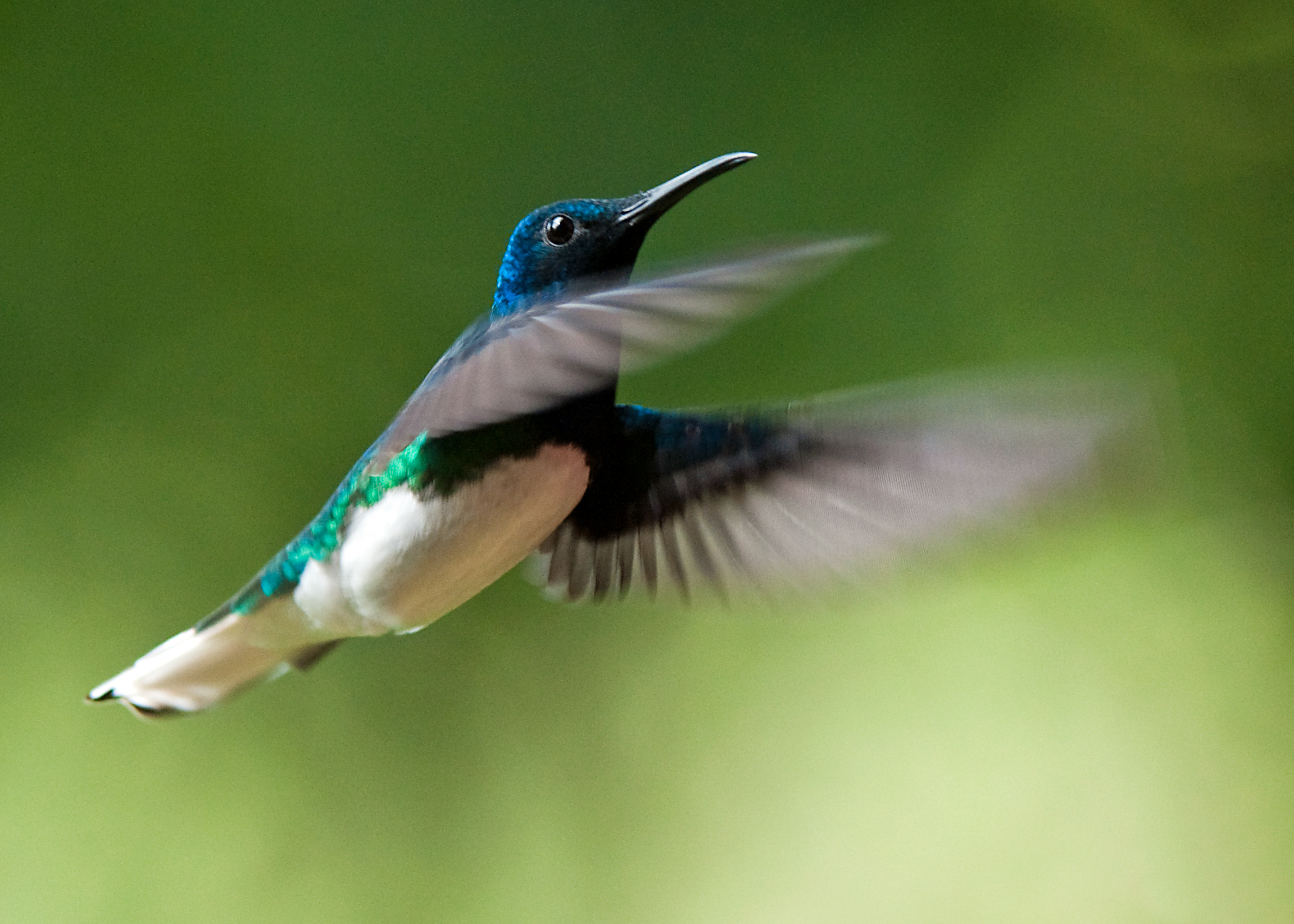
В полёте (самец)
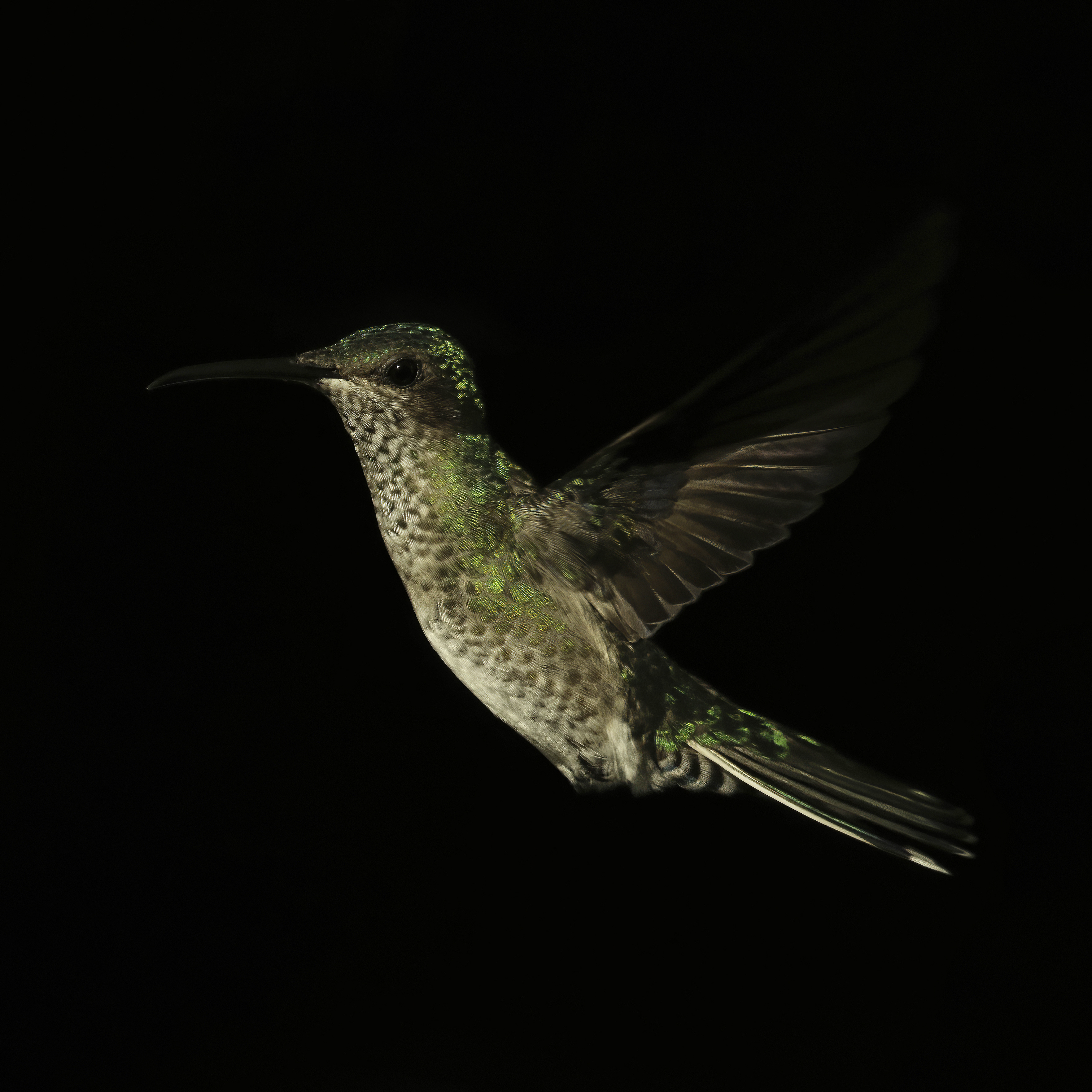
Самка, F. m. flabellifera, Тобаго
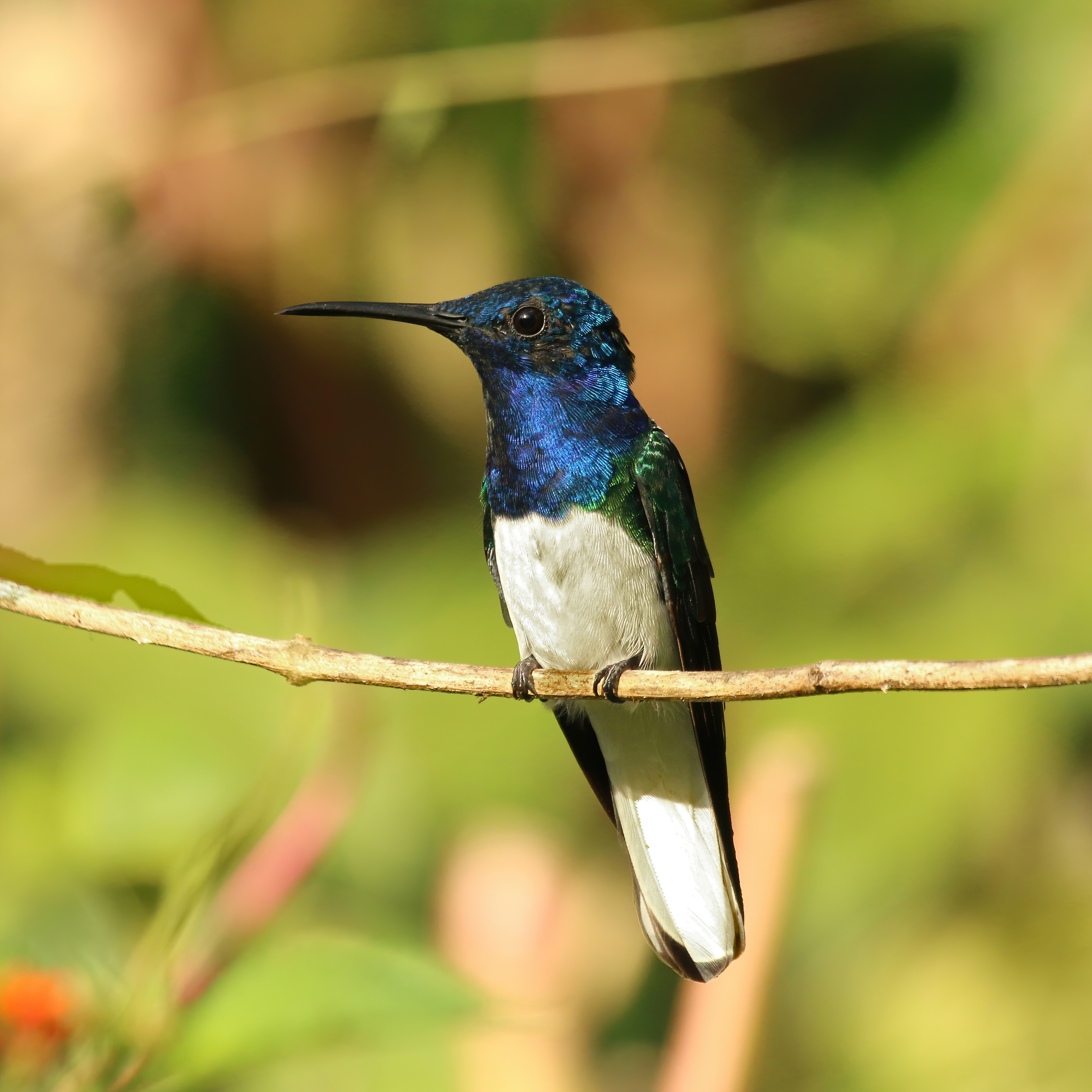
Самец, F. m. mellivora
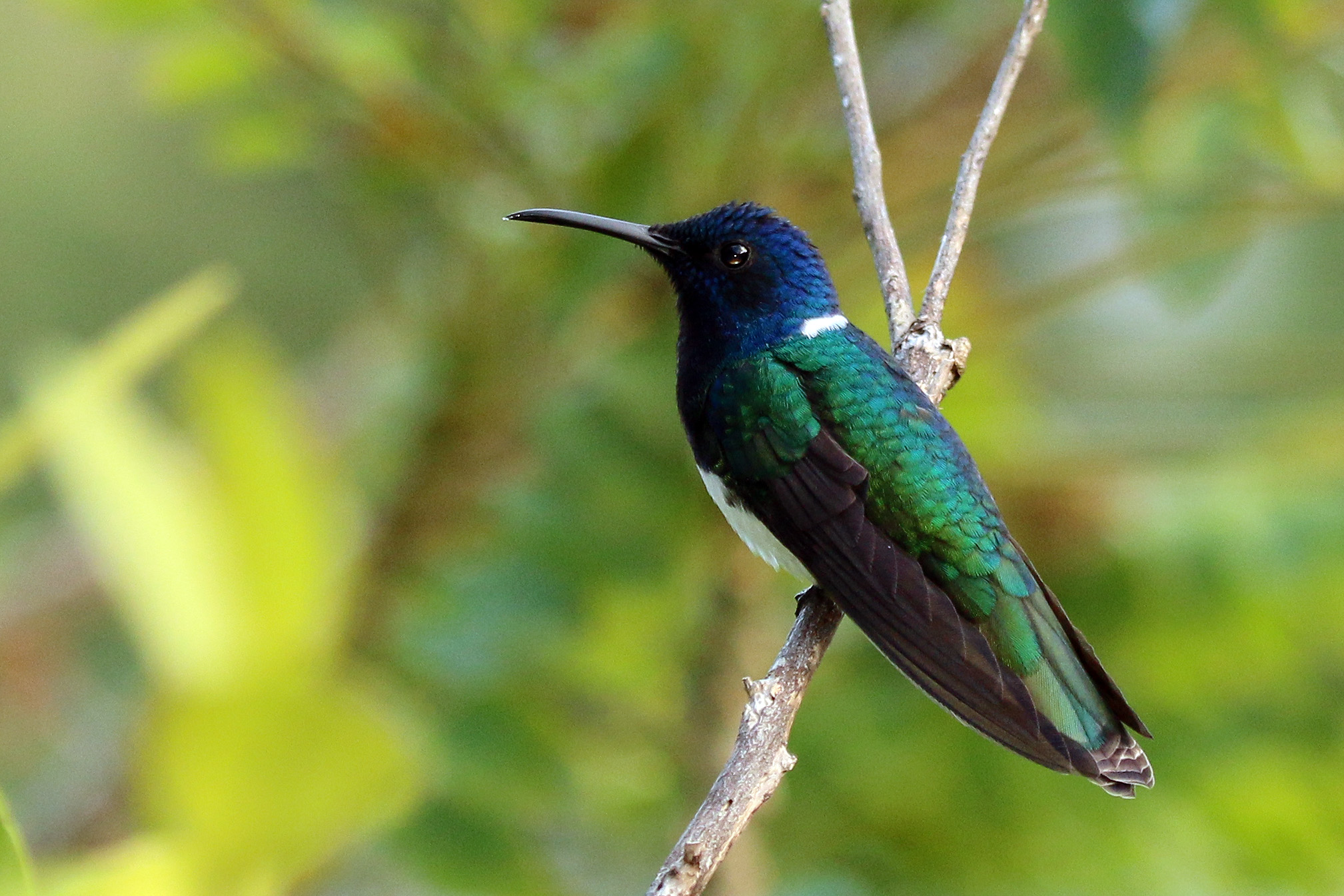
Самец, F. m. flabellifera, Тобаго
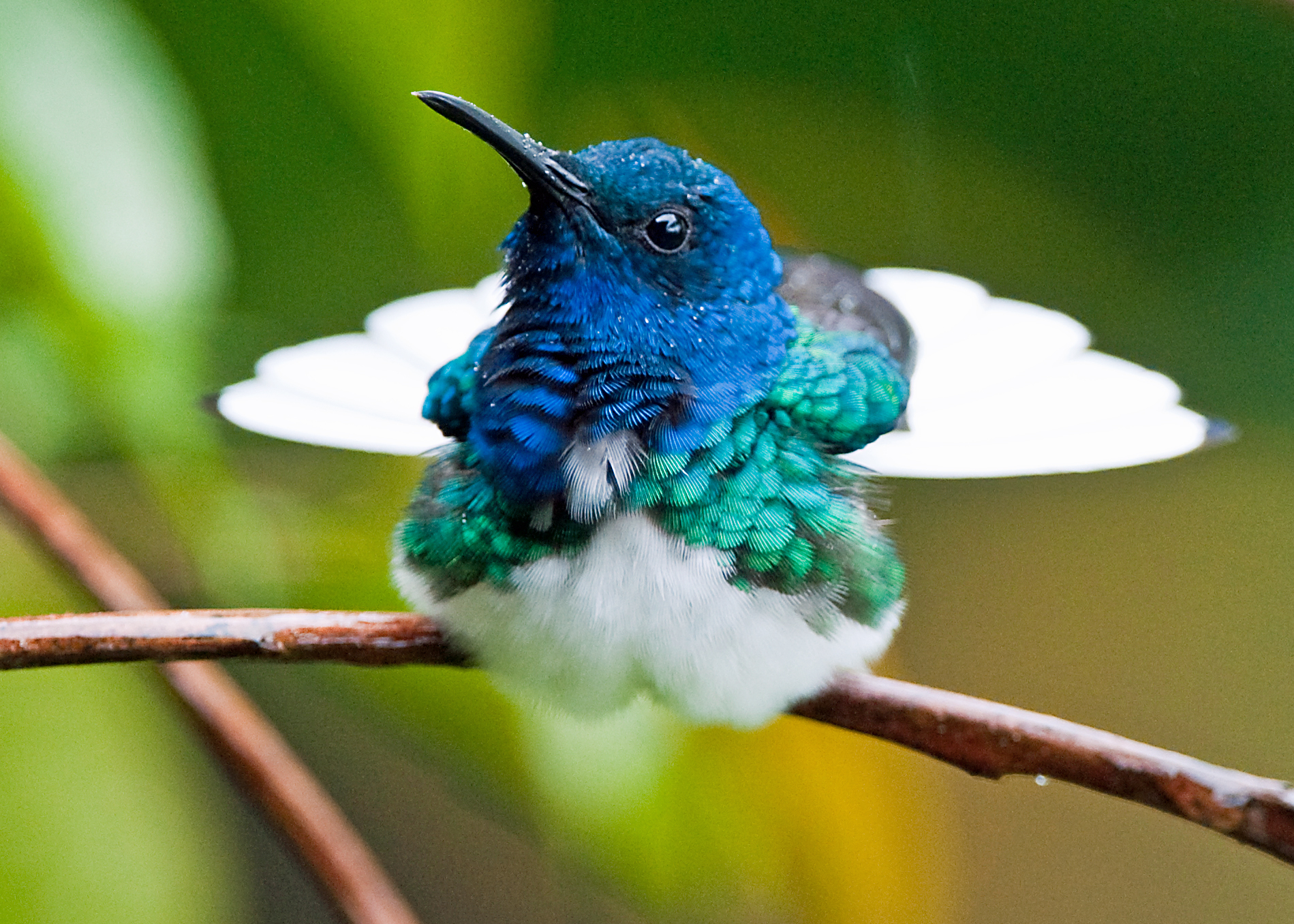
Самец
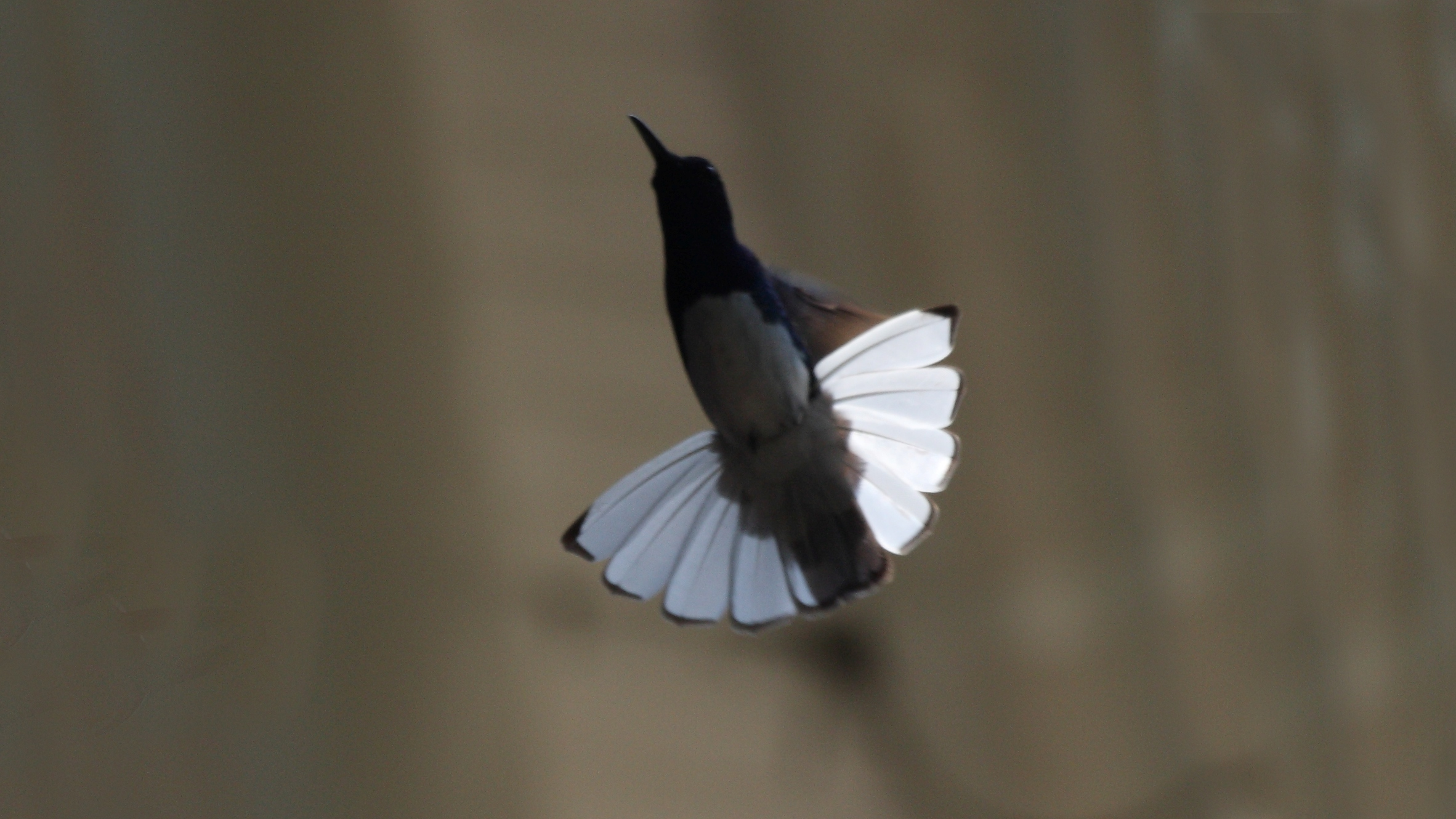
Самец в полёте